# Коллин, Матфей
Матфей Коллин (нем. Matthäus von Collin; 3 марта 1779, 3 марта 1779, Вена — 23 ноября 1824, Вена) — немецкий писатель и драматург, профессор философии, брат Генриха-Иосифа Коллина.

## Биография
Был профессором философии в Кракове, затем эстетики в Вене; с 1815 был воспитателем герцога Рейхштадтского. Его драмы: «Der Tod Friedrichs des Streitbaren», «Der Cid», «Marius», «Caethon und Colmal», «Der Tod Heinrichs des Grausamen», «Belas Krieg mit dem Vater», «Die feindlichen Söhne», «Butes», «Der Streit am Grabe» и «Die Kuninger» (4 т., 1815—1817) полны риторики и романтизма. Его критические опыты очень интересны. «Nachgelassene Gedichte» Коллина появились в 1827.